# Convento di San Felice
Il convento di San Felice si trova nella città di Benevento, lungo il viale Atlantici. Ristrutturato alla fine del XX secolo, oggi ospita gli uffici della Soprintendenza ai beni archeologici ed è sede di mostre temporanee.

## Storia
I frati cappuccini che fondarono il convento ebbero per 43 anni il loro monastero in posizione più elevata, nei pressi della Collina delle Guardie, e lamentavano perciò un'eccessiva distanza dalla città.
Lo storico locale Annecchini racconta che i padri cappuccini fondarono il convento e la chiesa nella collocazione attuale, sotto il titolo di Santa Maria della Santità, nel 1595, sotto papa Clemente VIII e l'arcivescovo Massimiliano Palombara. Il nuovo sito fu comprato (con atto del notaio Gironimo Grasso del 9 maggio 1595) da Giovanni Mariella, per 460 ducati.
Il terreno si estendeva per circa sette tomoli, con dentro una casetta di fabbrica. Era chiamato Santa Croce, dal nome di una chiesa che vi sorgeva, appartenente al monastero di San Vittorino.
Il convento era un asilo di pace, in cui la preghiera s'intrecciava allo studio. Vi si distinse padre Vittorio Piperno, che per più anni fu lettore di Filosofia e Teologia a Napoli, nonché celebre oratore. Realizzò un Quaresimale nel 1699.
Alla fine del XIX secolo il convento fu soppresso, e l'edificio fu adibito a carcere giudiziario.
Svolse questa funzione fino ai primi anni 1970, poi il carcere fu trasferito nella nuova costruzione di contrada Capodimonte.

## La chiesa
La chiesa annessa al convento non era ornata preziosamente ma, sobria e tranquilla, invitava al raccoglimento. Dopo la soppressione del convento, la chiesa fu ristrutturata per ospitare la sezione femminile del carcere.
Agli inizi del XX secolo, nell'eseguire lavori di muratura della chiesa, si rinvennero due croci ornamentali in marmo per la consacrazione, e due lapidi commemorative: la più grande ricorda la dedicazione fatta dal cardinale Orsini il giorno 11 giugno 1690, dopo la ricostruzione successiva al terremoto del 1688. Sull'altra lapide più piccola si legge:
TEMPLVM HOC

IN HONOREM DIVAE MARIAE PACIS

DICATVM

MVNIFICENTIA MVNICIPI

CIVITATIS HVIVSCE

AC BENEFACTORVM

RESTAURATVM FVIT

A.D. MDCCCLIV

## La festa del Redentore
Assai rinomata era la festa cosiddetta del Redentore, per il gran concorso di forestieri, per le luminarie, per i concerti musicali e per molti carri colmi di grano e di svariati commestibili, che venivano offerti dal popolo devoto.
La festa si svolgeva in particolare sul largo quadrato di fronte all'ingresso della chiesa.

## Il tempio di Cerere
Secondo lo storiografo beneventano Alfonso De Blasio (1597 - 1656) sull'area attuale del convento di San Felice, sarebbe sorto il tempio di Cerere.
Nel 1600, apparivano ancora i residui di una scalea che conduceva all'ingresso del sacro luogo.
Egli ci fa anche sapere che il lunedì in Albis il popolo si recava fuori Porta Somma una delle porti della città, a solennizzare la festa di san Felice e pregare per la fertilità dell'anno e quindi delle messi, dandosi poi con allegrezza a banchettare.